# Tyršovy sady (Pardubice)
Tyršovy sady jsou městský park v Pardubicích. Park byl vybudován pod valy Pardubického zámku jako místo konaní celostátní Výstavy tělovýchovy a sportu, která se ve městě uskutečnila roku 1931. Pojmenován je po Miroslavu Tyršovi.

## Historie
V místě dnešních Tyršových sadů byl původně pernštejnský náhon, roku 1910 zasypaný a přeměněný v mokré louky, které každoročně zaplavovala povodeň. V roce 1931 se ve městě konala celostátní Výstava tělovýchovy a sportu, která se stala podnětem k přeměně okolí zámku ve výstavní park o ploše 70 510 m². V něm byly umístěny desítky funkcionalistických výstavních pavilonů. Kvůli výstavě byly navíc nedaleko parku postaveny Letní stadion, Hotel Grand a Umělecko-průmyslové muzeum. Po skončení výstavy areál výstaviště dále sloužil jako městský park pro společenské vyžití. Například v Rotundě u jezírka se až do 60. let konaly taneční večery (poslední budovy výstaviště byly odstraněny roku 1977).
Kolem roku 1970 se uskutečnila rekonstrukce parku podle projektu architekta ing. Vaňka. V parku rostlo na 150 taxonů dřevin, často ve více varietách, vznikla i naučná stezka. Po vzniku městských obvodů v 90. letech péče o dřeviny poklesla a park postupně upadal. Po roce 2000 se objevují snahy o jeho obnovu.
V roce 2014 začala obsáhlá revitalizace parku.

## Revitalizace parku 2014 - 2015
Revitalizace má parku vrátit jeho původní funkci, tedy vytvořit z komplexu pod pardubickým zámkem opět místo zajímavé pro širokou veřejnost. Návrh revitalizace počítá s tím, že podzámecký park bude sloužit všem generacím, bude přátelský, bezbariérový a bezpečný. Po revitalizaci má být místem pro odpočinek, relaxační aktivity a hry, různé kulturní aktivity či zajímavá setkání. Tento projekt byl ovšem již od svého zahájení kritizován místními občanskými iniciativami, které zpochybňovaly jednak rozsah kácení v parku, později ale i ekonomické aspekty celého projektu (cenu i budoucí provozní náklady) a jeho celkovou koncepci. Pod tlakem aktivistů nakonec došlo k významné redukci počtu kácených stromů, nicméně základní koncepce návrhu autora Ing. et Ing. Tomáše Jiránka zůstala zachována. 